# Кадиноселска афера
Кадиноселската афера е провал на Вътрешната македоно-одринска революционна организация в Прилепския раволюционен район на Битолския революционен окръг от март 1902 година, при който са арестувани много легални дейци на организацията.
Начало на разкритията започват в Кадино село след сражението от 25 март (7 април н.с.) 1902 година, в което загива цялата чета на Методи Патчев, а турската армия намира част от архива на войводата. Аферата засяга 18 села в Прилепско, 6 в Мариово и самия град Прилеп, като са арестувани 92 души, които по-късно са отведени на съд в Битоля. Там 16 от тях получават присъди, а останалите продължават да лежат в затвора без присъди. Сред арестуваните са Йованче Попантов, Харалампи Пешков и други.
През 1903 година в град Прилеп е направен неуспешен опит от страна на ВМОРО за убийството на кадиноселския кмет, смятан за предател на четата. След тази акция нови осем души попадат в Прилепския затвор.